# Смолани
Смолани (на македонска литературна норма: Смолани) е село в Северна Македония, община Прилеп.

## География
Селото е разположено в подножието на планината Дрен, югоизточно от общинския център Прилеп.

## История
В ΧΙΧ век Смолани е българско село в Прилепска кааза на Османската империя.
Според статистиката на Васил Кънчов („Македония. Етнография и статистика“) от 1900 година Смолани има 215 жители, всички българи християни.
На Етнографската карта на Битолския вилает на Картографския институт в София от 1901 година Смоляни е чисто българско село в Прилепската каза на Битолския санджак с 28 къщи.
В началото на ΧΧ век българското население на селото е под върховенството на Българската екзархия. По данни на секретаря на екзархията Димитър Мишев („La Macédoine et sa Population Chrétienne“) през 1905 година във Слулани има 200 българи екзархисти и работи българско училище.
В 1909 година е завършена църквата „Свети Димитър“.
Според преброяването от 2002 година селото е обезлюдено.

## Личности
Родени в Смолани
- Андон Найденов (? - 1907), български революционер, четник от ВМОРО, загинал в битката на Ножот[6]
- Димитър Насов, български революционер